# 大野港站
大野港站（日语：／ Onominato eki */?）是位於石川縣金澤市大野町2丁目，北陸鐵道金石線的鐵路車站（廢站）。

## 概要
此站是金石線的終點站。車站位於河北潟流向日本海的大野川河口附近位置。

## 歷史
- 1923年（大正12年）8月22日：金石電氣鐵道車站啟用[1]。
- 1943年（昭和18年）10月13日：在合併後成為北陸鐵道金石線車站。
- 1971年（昭和46年）9月1日：金石線全線廢除，此站也被廢除[1]。

## 車站構造
此站是無人車站，設有1面1線的單式月台和1條側線。站舍鄰接月台。此站設有渡線，連接機走線。

## 現狀
車站遺址變成替代巴士路線的終點站，該處設有候車室和回轉場。

## 相鄰車站
北陸鐵道
金石線
無量寺－大野港

## 注腳
1. 1 2  今尾惠介《日本鐵道旅行地圖帳》6號 北信越（新潮社、2008年）p.31
2. ↑  （Photo Publishing，2022年4月刊）19頁

## 相關項目
- 日本鐵路車站列表 O
- 金澤港